# Martin Lorber

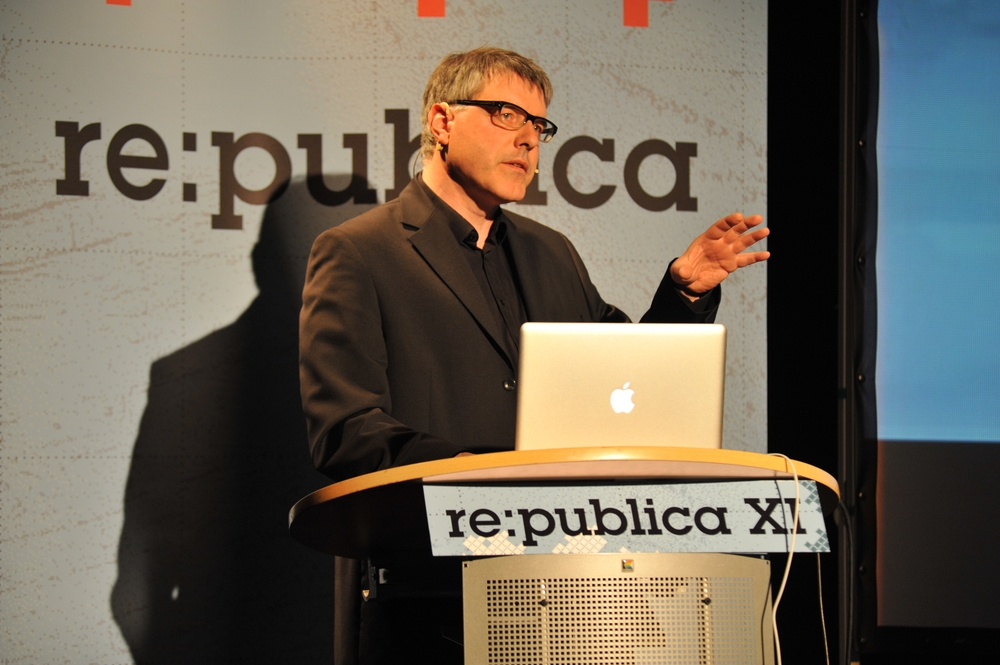
Martin Lorber

Martin Lorber (* 1. Juni 1967 in Stuttgart) ist Journalist, PR-Fachmann und Experte für Jugendmedienschutz.

## Leben
Martin Lorber studierte Musikwissenschaft, Philosophie und Völkerkunde an der Universität zu Köln (Abschluss Magister Artium). Er war nach einem journalistischen Volontariat im ARD-Hörfunk zunächst Redakteur und Moderator beim Süddeutschen Rundfunk in Stuttgart, bevor er 1997 die Presse- und Öffentlichkeitsarbeit der Kölner Philharmonie übernahm. Nächste Station war die Düsseldorfer Garant Schuh + Mode AG, wo er von 2000 bis 2004 die Bereiche Public Relations und Investor Relations leitete. Seit 2004 arbeitet Martin Lorber für Electronic Arts, zunächst als Head of PR, seit 2008 als PR Director für Deutschland, Österreich und die Schweiz. Seit 2021 ist er als Public Policy Lead für die politische Kommunikation im deutschsprachigen Raum sowie weiteren europäischen Ländern verantwortlich. Darüber hinaus ist er Jugendschutzbeauftragter des Unternehmens.
Martin Lorber war Lehrbeauftragter für Public Relations an der Universität Siegen (2007 bis 2013) und an der Universität zu Köln (2014 bis 2022). 2009 wurde er in den Ausschuss für Telekommunikation und neue Dienste des DIHK berufen, 2012 als Experte in die Fachkommission des I-KiZ – Zentrum für Kinderschutz im Internet sowie in den Beirat der Dialog Internet-Initiative ‚Dein Spiel. Dein Leben‘. Seit 2014 ist er im Vorstand von JusProg e. V., dem Anbieter der staatlich anerkannten Jugendschutzsoftware JusProg. Außerdem ist er Mitglied im Advisory Board des Cologne Game Lab (Technische Hochschule Köln) sowie in der Jury des Deutschen Computerspielpreises (bis 2019), des Deutschen Entwicklerpreises und von GamesTalente. Von 2010 bis 2014 war er im Kuratorium der Kunsthochschule für Medien Köln.
Martin Lorber beschäftigt sich vornehmlich mit kulturellen, gesellschaftlichen und politischen Fragen rund um das Thema Computer- und Videospiele sowie mit dem Jugendmedienschutz. Unter anderem initiierte er gemeinsam mit Winfred Kaminski die europäische Konferenz über Computer- und Videospiele „Clash of Realities“, die von 2006 bis 2022 an der Technischen Hochschule Köln stattfand. Von 2010 bis 2020 betrieb er den EA Blog für digitale Spielkultur.
Er ist außerdem Kontrabassist (unter anderem in dem von ihm gegründeten Ensemble Trikustik) und Komponist experimenteller elektroakustischer Musik.

## Auszeichnungen
Martin Lorber erhielt im Jahr 2000 den Deutschen Multimedia Award für die CD-ROM der Kölner Philharmonie.
2007 wurde er mit dem Econ Award für Unternehmenskommunikation ausgezeichnet, 2009 gewann er den Deutschen PR-Preis.

## Publikationen
- Theater ohne Worte oder: Ein Streichquartett schreibt sich Briefe. Radiofeature für S2 Kultur, Erstausstrahlung am 16. Februar 1995.
- Britta Geldschläger / Martin Lorber: Hinter jeder Blume steckt ein Tod. Schnittblumenproduktion in Kolumbien und Kenia. Radiofeature für S2 Kultur, Erstausstrahlung am 28. April 1995
- „Ich zwinge arglosen Molekülen meinen Willen auf“ Frank Zappa über Kunst und Neue Musik. Radiofeature für S2 Kultur, Erstausstrahlung am 27. April 1995.
- „Meine Musik ist Theatermusik“. Peter Eötvös im Gespräch mit Martin Lorber. In: MusikTexte. Bd. 59 (1995), S. 7–13.
- Das mundartliche klösterliche Singspiel in Österreich im 18. Jahrhundert. Eine Anmerkung zur Geschichte des deutschen Singspiels. In: Mitteilungen der österreichischen Gesellschaft für Musikwissenschaft. Bd. 30 (1996), S. 13–15.
- Das Joseph Haydn zugeschriebene Singspiel „Die reisende Ceres“. In: Die Musikforschung. Bd. 50 (1997), H. 1, S. 80–86.
- Die großen Komponisten. Wolfgang Amadeus Mozart, Serges Medien, Köln 1998 (gemeinsam mit Sebastian Loelgen unter dem Pseudonym Martin Rundkowsky)
- Internationalisierung und Diversifizierung bei Verbundgruppen, Mitteilungen des Instituts für Handelsforschung an der Universität Köln. Sonderheft 47. Köln, 2003.
- PR-Strategien internationaler Kooperationen. In: Fachjournalist. Nr. 12 (2004), S. 19–21.
- Computer- und Videospiele – Einstellungen und Nutzungsverhalten in Deutschland, Frankreich und Großbritannien. In: EA-Studien. Bd. 1 (2005), S. 1–18.
- Winfred Kaminski, Martin Lorber (Hrsg.): Clash of Realities. Computerspiele und soziale Wirklichkeit. Kopaed, München 2006
- Freizeitgestaltung und interaktive Unterhaltung in Deutschland, Frankreich und Großbritannien. In: EA-Studien. Bd. 2 (2006), S. 1–18.
- Winfred Kaminski, Martin Lorber (Hrsg.): Clash of Realities 2008. Spielen in digitalen Welten. Kopaed, München 2008.
- Spiele und Filme – Kurze Geschichte einer erfolgreichen Liaison. In: Patrick Jacobshagen (Hrsg.): Filmbusiness. PPVMEDIEN, Bergkirchen 2008, S. 356 ff.
- Macbeth versus Ego-Shooter – Ethische Fragen bei Computer- und Videospielen. In: Petra Grimm, Rafael Capurro (Hrsg.): Computerspiele – Neue Herausforderungen für die Ethik? Steiner, Stuttgart 2010, S. 31–39.
- Wider den medialen Analphabetismus. Verstehen als Voraussetzung für einen kritischen und angemessenen Umgang mit neuen Medien – Medienpädagogik in Schule und Jugendhilfe. In: Marcus Lüpke, Ulf Neumann (Hrsg.): Gewaltprävention 2.0. Digitale Herausforderungen. Schüren, Marburg 2010, S. 45–53.
- Winfred Kaminski, Martin Lorber (Hrsg.): Clash of Realities 2010. Computerspiele: Medien und mehr…, Kopaed, München 2010
- Unheilige Allianz. Über die (notwendige) Zusammenarbeit der Computerspielindustrie und Pädagogik. In: Sonja Ganguin, Bernward Hoffmann (Hrsg.): Digitale Spielkultur. Kopaed, München 2010, S. 43–46.
- Workflow. In: Benjamin Beil, Thomas Hensel (Hrsg.): Game Laboratory Studies. Navigationen. Zeitschrift für Medien- und Kulturwissenschaften. Bd. 2 (2011), S. 145–149.
- Kultur-Kraft. In: Neue Musikzeitung. Nr. 6/11, S. 1.
- Jörg Müller-Lietzkow und Martin Lorber: Kommunikation über Unterhaltung. In: Jörg Müller-Lietzkow (Hrsg.): Ökonomie, Qualität und Management von Unterhaltungsmedien. Nomos, Baden-Baden 2012, S. 81–105.
- Gewalt, Sucht & Einsamkeit: Computerspiele im Kampf gegen ihr Image. In: PR-Professional Newsletter. 05/2012, S. 6 f.
- Das Ende der Barbarei. In: Albert Drews (Hrsg.): Kulturgut Computerspiel? Ein Mediengenre zwischen Schmuddelimage und Akzeptanz. Evangelische Akademie Loccum, Rehburg-Loccum 2012, S. 75–78.
- Electronic Arts und der E-Sport (gemeinsam mit Thomas Hübner). In: Markus Breuer (Hrsg.): E-Sport – Perspektiven aus Wissenschaft und Wirtschaft. Hülsbusch, Glückstadt 2012, S. 137–141.
- Winfred Kaminski, Martin Lorber (Hrsg.):  Gamebased Learning. Clash of Realities 2012. Kopaed, München 2012.
- Computerspiele zum Kulturgut erklärt! Lange Zeit galten Computerspiele nicht als Kulturgut. Das ist skandalös. In: WASD – Texte über Games. 03, S. 90–93.
- Generationenwechsel in der Games-Industrie – Stehen wir vor einem Wendepunkt? Vortrag gehalten am Games Day am 16. Oktober 2013 an der Hochschule der Medien Stuttgart anlässlich der Eröffnung des Instituts für Games (Online)
- Winfred Kaminski, Martin Lorber (Hrsg.):  Spielwelt – Weltspiel. Narration, Interaktion und Kooperation im Computerspiel. Clash of Realities 2014. Kopaed, München 2014.
- Martin Lorber, Thomas Schutz: Gaming für Studium und Beruf. Warum wir lernen, wenn wir spielen. HEP, Bern 2016.
- Martin Lorber / Thomas Schutz: Gamen macht klug. In: NZZ am Sonntag, 17. April 2016, S. 22
- Die Rolle der Wirtschaft beim Jugendmedienschutz in Deutschland am Beispiel Electronic Arts. In: BPjM Aktuell, 2/2017, S. 8–11.
- Es braucht viel Zeit und viele Menschen. Wie ein Computerspiel entsteht. In: Politik und Kultur – Zeitung des Deutschen Kulturrates, Nr. 5/17 September/Oktober 2017, S. 21 (Online)
- Program Board der Clash of Realities Conference (Hg.): Clash of Realities 2015/16: On the Art, Technology, and Theory of Digital Games. Proceedings of the 6th and 7th Conference. transcript, Bielefeld 2017.
- Rhythmus, Abstraktion und Realität. In: Stefan Piasecki: Credere et ludere. Computer- und Videospiele aus religionspädagogischer Perspektive. (=Wissenschaftliche Beiträge aus dem Tectum Verlag. Reihe Medienwissenschaften Band 34). Tectum Verlag, Baden-Baden 2017, S. 25–28
- Ludomusicology. Zu Melanie Fritschs Buch „Performing Bytes“. In: MusikTexte 162 (2019), S. 107f
- Jugendschutz. In: Olaf Zimmermann / Felix Falk (Hg.): Handbuch Gameskultur, Berlin 2020, S. 202–205
- Martin Lorber, Felix Zimmermann (Hg.): History in Games. Contingencies of an Authentic Past, Bielefeld 2020
- Roland Klemke, Sebastian von Mammen, Martin Lorber (Hg.): High Impact Trends in Games – AI in Natural User Interfaces. Proceedings of The 1st Games Technology Summit as part of the Clash of Realities - 11th International Conference on Art, Technology and Theory of Digital Games, Würzburg 2021 (URN: urn:nbn:de:bvb:20-opus-245776)

## Interviews
- Jugendschutz im Internet IV – Europaweit denken: Interview mit Martin Lorber von Michael Wahl in spielbar.de, 9. März 2012
- Pro Games: Spiele und die Wissenschaft. Interview von Martin Mühl in thegap.at, 24. Februar 2012
- Games: Mit Wissenschaft gegen Vorurteile von Benjamin Sterbenz in futurezone.at, 1. März 2012
- Minderjährige im Wettbüro. Spiegel-Streitgespräch von Uwe Buse und Jürgen Dahlkamp in Der Spiegel Nr. 7, 2014, S. 49–51
- nacht:sicht zum Thema "Digitale Spielsucht" Andreas Bönte im Gespräch mit Martin Lorber und Klaus Wöfling, in BR-Fernsehen, 29. August 2016
- IM1588: Buch Gaming für Studium und Beruf. Daniel Raumer im Gespräch mit Martin Lorber, in: Insert Moin, 24. Mai 2016